# Esterön
Esterön är en ö och naturreservat i Norrköpings kommun i Östergötlands län.
Området är naturskyddat sedan 1973 och är 775 hektar stort. Reservatet omfattar vatten och ön. Ön består av lövskog, gammal tallskog, betesmark, strandäng och grova ekar samt klippor ner mot vattnet.